# Плазматична клітина
Плазматичні клітини або плазматичні В-клітини — лейкоцити, які виникають у лімфоїдних органах з В-лімфоцитів і виділяють велику кількість білків, які називаються антитілами, у відповідь на специфічні речовини, які називаються антигенами. Ці антитіла переносяться з плазматичних клітин плазмою крові та лімфатичною системою до місця дії антигену-мішені (чужорідної речовини), де викликають його нейтралізацію або руйнування. В-клітини диференціюються в плазматичні клітини, які виробляють антитіла, схожі на рецептори В-клітини-попередника.

## Структура
Плазматичні клітини — це великі лімфоцити з великою кількістю базофільної цитоплазми і характерним виглядом під час світлової мікроскопії. Вони мають ексцентричне ядро з гетерохроматином у характерному розташуванні колеса або циферблата. Їх цитоплазма також містить бліду зону, яка на електронній мікроскопії містить розгалужений апарат Гольджі та центріолі (ЕМ-фото). Розгалужений ендоплазматичний ретикулум поєднанні з добре розвиненим апаратом Гольджі робить плазматичні клітини добре пристосованими до секреції імуноглобулінів. Інші органели плазматичної клітини включають рибосоми, лізосоми, мітохондрії та плазматичну мембрану.

### Поверхневі антигени
Остаточно диференційовані плазматичні клітини експресують відносно мало поверхневих антигенів і не експресують загальні маркери усіх В-клітин, такі як CD19 і CD20. Натомість плазматичні клітини ідентифікуються за допомогою проточної цитометрії за їх додатковою експресією CD138, CD78 та рецептора інтерлейкіну-6 . У людини CD27 є хорошим маркером для плазматичних клітин; наївні В-клітини — це CD27-, В-клітини пам'яті — це CD27+, а плазматичні клітини — CD27++.
Поверхневий антиген CD138 (синдекан-1) експресується у високих рівнях.
Іншим важливим поверхневим антигеном є CD319 (SLAMF7). Цей антиген експресується у високих рівнях на нормальних людських плазматичних клітинах. Він також виражений на злоякісних плазматичних клітинах при множинній мієломі. У порівнянні з CD138, який швидко зникає ex vivo, експресія CD319 значно стабільніша.

## Розвиток
Після виходу з кісткового мозку В-клітина діє як антигенпрезентувальна клітина (АПК) і поглинає (інтерналізує) антигени шляхом рецептор-опосередкованого ендоцитозу та обробляються (процесінг). Частинки антигену (які зараз відомі як антигенні пептиди) прикріпляються на молекули головного комплексу гістосумісності класу II (MHC II) і «представляються» на зовнішньоклітинній поверхні CD4+ Т-клітинам (іноді їх називають Т-хелперами). Ці Т-клітини зв'язуються з комплексом антиген-MHC II і викликають активацію В-клітини. Такий тип захисту системи, подібний до двофакторного методу аутентифікації. Спочатку В-клітини повинні зіткнутися з чужорідним антигеном, а потім вони повинні бути активовані Т-хелперами, перш ніж вони диференціюються в специфічні клітини.
Після стимуляції Т-клітиною, яка зазвичай відбувається в зародкових центрах вторинних лімфоїдних органів, таких як селезінка та лімфатичні вузли, активована В-клітина починає диференціюватися в більш спеціалізовані клітини. В-клітини зародкового центру можуть диференціюватися на В-клітини пам'яті або плазматичні клітини. Більшість із цих В-клітин стануть плазмабластами (або «незрілими» плазматичними клітинами) і, зрештою, плазматичними клітинами, і починають виробляти велику кількість антитіл. Деякі В-клітини зазнають процесу, відомого як «дозрівання спорідненості». Цей процес сприяє активації та росту клонів В-клітин, здатних виділяти антитіла більш високої спорідненості до антигену, шляхом відбору на здатність зв'язувати антиген із вищою афінністю.

### Незрілі плазматичні клітини
Найнезрілішою плазматичною клітиною, є плазмобласт. Плазмобласти виділяють більше антитіл, ніж В-клітини, але менше, ніж плазматичні клітини. Вони швидко діляться і все ще здатні інтерналізувати антигени та презентувати їх Т-клітинам. Клітина може перебувати в цьому стані кілька днів, а потім або гине, або безповоротно диференціюється в зрілу, повністю диференційовану плазматичну клітину. Диференціація зрілих В-клітин у плазматичні клітини залежить від факторів транскрипції Blimp-1/PRDM1 та IRF4 .

## Функція
На відміну від своїх попередників, плазматичні клітини не можуть перемикати класи імуноглобулінів, не можуть діяти як антигенопрезентувальні клітини, оскільки вони більше не мають MHCII на своїй поверхні, і не поглинають антиген, оскільки вони більше не мають значну кількість імуноглобуліну на своїй поверхні. Проте постійний вплив антигену через навіть ці низькі рівні імуноглобуліну на поверхні є важливим, оскільки це частково визначає тривалість життя клітини.
Тривалість життя, клас вироблених антитіл і місце, куди рухається плазматична клітина, також залежать від сигналів, таких як цитокіни, отримані від Т-клітини під час диференціювання. Диференціація за допомогою Т-клітино-незалежної антигенної стимуляції (стимуляція В-клітини, яка не вимагає участі Т-клітини) може відбуватися в будь-якому місці тіла і призводить до появи короткоживучих клітин, які виділяють антитіла IgM. Процеси, залежні від Т-клітин, поділяються на первинні та вторинні реакції: первинна відповідь (це означає, що Т-клітина присутня в момент первинного контакту В-клітини з антигеном) приводить до появи короткоживучих клітин, які залишаються в екстрамедулярних областях лімфатичних вузлів; вторинна реакція призводить до появи клітин, які живуть триваліше, виробляють IgG та IgA і часто подорожують до кісткового мозку. Наприклад, плазматичні клітини, ймовірно, будуть секретувати антитіла IgG3, якщо вони дозрівають у присутності цитокінів-інтерферону-гамма. Оскільки дозрівання В-клітин також включає соматичну гіпермутацію (процес, який завершується до диференціювання в плазматичні клітини), ці антитіла часто мають дуже високу спорідненість до свого антигену.
Плазматичні клітини можуть виробляти лише один вид антитіл в одному класі імуноглобуліну. Іншими словами, кожна В-клітина специфічна для одного антигену, але кожна клітина може виробляти кілька тисяч відповідних антитіл за секунду. Це рясне вироблення антитіл є невід'ємною частиною гуморальної імунної відповіді.

### Довгоживучі плазматичні клітини
Результати сучасних досліджень свідчать про те, що після процесу дозрівання спорідненості в зародкових центрах плазматичні клітини розвиваються в один із двох типів клітин: короткоживучі плазматичні клітини (short-lived plasma cells, SLPC) або довгоживучі плазматичні клітини (long-lived plasma cells, LLPC). LLPC в основному знаходяться в кістковому мозку протягом тривалого періоду часу і виділяють антитіла, забезпечуючи таким чином довготривалий захист. LLPC може підтримувати вироблення антитіл протягом десятиліть або навіть протягом усього життя людини, і, на відміну від В-клітин, LLPC не потребують повторної стимуляції антигеном для вироблення антитіл. Людську популяцію LLPC можна ідентифікувати як клітини CD19 – CD38hi CD138+.
Довгострокове виживання LLPC залежить від конкретного середовища (ніші) в кістковому мозку. Видалення LLPC з їх ніші призводить до їх швидкої смерті. Ніша виживання може підтримувати лише обмежену кількість LLPC, тому середовище ніші має захищати свої клітини LLPC, але все ж надавати можливість адаптуватися до нових надходжень. Ніша виживання плазматичних клітин визначається комбінацією клітинних і молекулярних факторів, і хоча її ще не визначено належним чином, було ідентифіковано кілька молекул, які підтримують виживання LLPC, таких як IL-5, IL-6, TNF-α, фактор-1α, отриманий із стромальних клітин, і передача сигналів через CD44. LLPC також в меншій мірі можна знайти в лімфоїдній тканині, асоційованій з кишечником (GALT), де вони виробляють антитіла IgA і сприяють імунітету слизової оболонки. Останні результати свідчать про те, що плазматичні клітини в кишечнику не обов'язково повинні бути створені de novo з активних В-клітин, й існують також LLPC, що вимагає таку ж нішу виживання, як і в кістковому мозку. Тканиноспецифічні ніші, які дозволяють виживати LLPC, також були описані в назально-асоційованих лімфоїдних тканинах (NALT), тонзилярних лімфоїдних тканинах людини та слизовій оболонці людини або лімфоїдних тканинах, асоційованих зі слизовою оболонкою (MALT)
Спочатку вважалося, що безперервне вироблення антитіл є результатом постійного поповнення SLPC шляхом повторної стимуляції В-клітин пам'яті. Однак останні дослідження показують, що деякі плазматичні клітини дійсно довговічні. Дослідження показали, що відсутність антигену та виснаження В-клітин не впливають на вироблення високоафінних антитіл LLPC. Тривале виснаження В-клітин (при лікуванні моноклональними антитілами проти CD20, яке діє на В-клітини, але не плазматичні клітини) також не вплинуло на титри антитіл. LLPC секретує високі рівні IgG незалежно від В-клітин. LLPC в кістковому мозку є основним джерелом циркулюючих IgG у людини. Незважаючи на те, що виробництво IgA традиційно пов'язане зі слизовими оболонками, деякі плазматичні клітини в кістковому мозку також виробляють IgA. Ми також можемо знайти LLPC в кістковому мозку, які виробляють IgM.

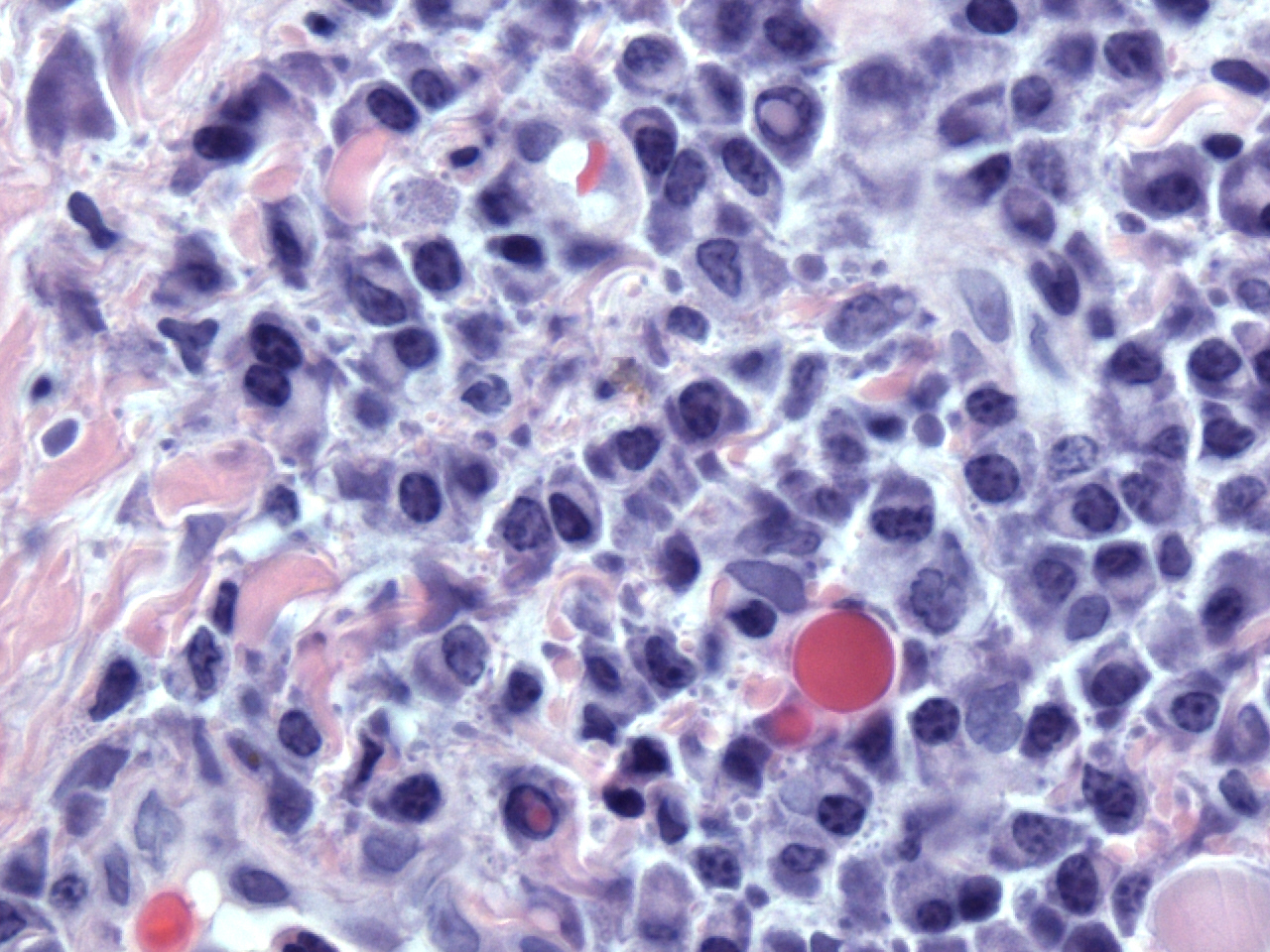
Плазматичні клітини з тільцями Датчера і Рассела (гематоксилин-еозин, 100x, масло)

## Клінічне значення
Плазмоцитома, мієломна хвороба, макроглобулінемія Вальденстрема, хвороба важких ланцюгів і лейкемія плазматичних клітин є злоякісними новоутвореннями плазматичних клітин. Мієломну хворобу виявляють часто, оскільки злоякісні плазматичні клітини продовжують виробляти антитіло, яке можна виявити як парапротеїн .
Вважається, що звичайний варіабельний імунодефіцит пов'язаний з проблемою диференціювання лімфоцитів у плазматичні клітини. Результатом є низький рівень антитіл у сироватці крові та ризик інфекцій.
Первинний амілоїдоз спричиняється відкладенням надлишку легких ланцюгів імуноглобуліну, які виділяються з плазматичних клітин.